# Camel Up
Camel Up ist ein Brettspiel für zwei bis acht Spieler von Steffen Bogen. Das Spiel simuliert ein Kamelrennen. Die Spieler wetten aus der Position von Zuschauern heraus auf den Ausgang des Rennens. Sie spielen nicht mit einem festen eigenen Kamel, sondern können auf den jeweiligen Rundensieger und schließlich auch auf das „olle“ und „tolle Kamel“, den Gesamtsieger und Gesamtletzten des Rennens tippen und dabei Geld gewinnen. Der Lauf der fünf Kamele wird durch eine Pyramide mit fünf Spielwürfeln gesteuert, die nicht nur die Augenzahl, sondern auch die Reihenfolge der Würfel zufällig ermittelt. Durch den Umstand, dass die Kamele einander beständig Huckepack nehmen, kann auch das letzte Kamel meist bis zum Schluss noch als Sieger aus dem Rennen gehen.
Der Name kann aufgrund des Layouts der Schachtel sowohl als „Camel Up“, als auch als „Camel Cup“ gelesen werden.
2018 erschien unter der Marke Eggertspiele eine Neuauflage mit gänzlich anderem Design.

## Erweiterung
Im Mai 2015 erschien mit Camel Up: Supercup eine Erweiterung, die vier Module zum Basisspiel bietet. 2016 kam zudem Camel Up: Grand Prix of the Sahara heraus, das aus einem alternativen Spielfeld in Form einer Spielmatte besteht, bei dem zusätzliche Felder (Wirbelwind) eingeführt werden.
Ebenfalls 2016 wurde eine Kartenspielversion des Spiels unter dem Namen Camel Up Cards veröffentlicht.

## Ableger
Auf der SPIEL 2021 kündigte der Spielepublisher Asmodee einen eigenständigen Nachfolger mit dem Namen Camel Up: Gut gepackt! an. Dieser ist seit November 2021 im Handel verfügbar.

## Rezeption
„Ein lustiges, schnelles, kurzes und überraschendes Spiel mit einfachsten Regeln für Zocker.“

„In unserer Runde konnte die Entscheidung der Jury ‚Spiel des Jahres‘ in keiner Weise nachvollzogen werden. Aber was wissen wir Spieler schon wie die Jury tickt.“